# Amphitragulus
Amphitragulus es un género extinto de artiodáctilo rumiante de la familia Palaeomerycidae. Se extinguió a comienzos del Eoceno hace 56 millones de años en Europa y Asia.
Se encontraron fósiles de este rumiante en España, Alemania, Francia, Italia y Asia.
Es el género de rumiante más antiguo que existe y uno de los artiodáctilos más antiguos junto con los dicobúnidos.
Se cree que evolucionó de los mismos ancestros junto con los dicobúnidos y los arqueocetos (cetáceos terrestres) en el Paleoceno y que este posteriormente le daría origen a los rumiantes modernos. Este género también apoya los estudios moleculares de que los rumiantes son los parientes más próximos de los hipopótamos y cetáceos, al coincidir los fósiles más antiguos en el mismo periodo, formando el clado Cetruminantia.

## Filogenia
Relaciones evolutivas de los artiodáctilos por suborden, Amphitragulus se incluye en Ruminantia.

|               | Suina (artiodáctilos suinos, ej: cerdos, jabalíes) |
|               | |
| Cetruminantia | \| \| Ruminantia (artiodáctilos rumiantes ej: vacas, cabras o ciervos) \| \| \| \| \| \| Whippomorpha (artiodáctilos acuáticos o semiacuáticos ej: cetáceos y hipopótamos) \| \| \| \| |
|               | \| \| Ruminantia (artiodáctilos rumiantes ej: vacas, cabras o ciervos) \| \| \| \| \| \| Whippomorpha (artiodáctilos acuáticos o semiacuáticos ej: cetáceos y hipopótamos) \| \| \| \| |
|               | Ruminantia (artiodáctilos rumiantes ej: vacas, cabras o ciervos) |
|               | |
|               | Whippomorpha (artiodáctilos acuáticos o semiacuáticos ej: cetáceos y hipopótamos) |
|               | |

|  | Ruminantia (artiodáctilos rumiantes ej: vacas, cabras o ciervos)                  |
|  |                                                                                   |
|  | Whippomorpha (artiodáctilos acuáticos o semiacuáticos ej: cetáceos y hipopótamos) |
|  |                                                                                   |

|               | Suina (artiodáctilos suinos, ej: cerdos, jabalíes) |
|               | |
| Cetruminantia | \| \| Ruminantia (artiodáctilos rumiantes ej: vacas, cabras o ciervos) \| \| \| \| \| \| Whippomorpha (artiodáctilos acuáticos o semiacuáticos ej: cetáceos y hipopótamos) \| \| \| \| |
|               | \| \| Ruminantia (artiodáctilos rumiantes ej: vacas, cabras o ciervos) \| \| \| \| \| \| Whippomorpha (artiodáctilos acuáticos o semiacuáticos ej: cetáceos y hipopótamos) \| \| \| \| |
|               | Ruminantia (artiodáctilos rumiantes ej: vacas, cabras o ciervos) |
|               | |
|               | Whippomorpha (artiodáctilos acuáticos o semiacuáticos ej: cetáceos y hipopótamos) |
|               | |

|  | Ruminantia (artiodáctilos rumiantes ej: vacas, cabras o ciervos)                  |
|  |                                                                                   |
|  | Whippomorpha (artiodáctilos acuáticos o semiacuáticos ej: cetáceos y hipopótamos) |
|  |                                                                                   |